# خليل أباد (فولاد لوي الشمالي)
خلیل أباد (بالفارسية: خلیل‌آباد) هي منطقة سكنية تقع في إيران في قسم فولاد لوي الشمالي الريفي. يقدر عدد سكانها بـ 1,955 نسمة .